# Чхонан
Чхона́н (кор. 천안시, 天安市, Cheonan-si) — місто в провінції Чхунчхон-Намдо, Південна Корея. Розташоване за 80 кілометрів на південь від Сеула.

## Історія
Історія Чхонана як міста починається 1 січня 1963 року — коли були об'єднані населені пункти Чхонанип, Чхонангун та Хвасонмьон, сформував нову адміністративну одиницю — Чхонан-сі (місто Чхонан). Позніше місто декілька разів змінювало адміністративний поділ та територію, останній раз це сталося   2003 році.

## Географія
Чхонан розташований у північно-східній частині провінції Чхунчхон-Намдо, на сході межує з повітами Чхонвон і Чінчхон, на заході — з містом Асан, на півдні — з містом Конджу і повітом Йонг і на півночі — з містами Пхентхек і Ансон, Чхонан розташований приблизно в 80 кілометрах на південь від Сеулу, будучи воротами в центральний регіон Південної Кореї — Судогвон. Є великим транспортним вузлом.
Топографічно Чхонан поділений на східну і західну частини, між котрими знаходиться гора Тхеджосан (424 м). Північна частина міста переважно горбиста, східна — більш гориста, тут знаходиться гори Куксабон і Мангинсан. Через місто протікають річки Ансонган, Сапгьочхон і Кимган басейну Жовтого моря.

## Освіта
Місто є одним з центрів вищої освіти в країні. Тут розташовані такі вищі навчальні заклади:
- Коледж Пексок;
- Чхонанський Національний Технічний Коледж;
- Чхонанський Університет;
- Коледж Йонам;
- Міжнародний Університет Миру;
- Назарейський Університет Кореї;
- Корейський Університет Технологій та Освіти;
- Університет Намсоуль;
- Університет Сонмун;
- Університет Тангук (філія);
- Університет Хосо (філія);
- Університет Санмьон (філія).

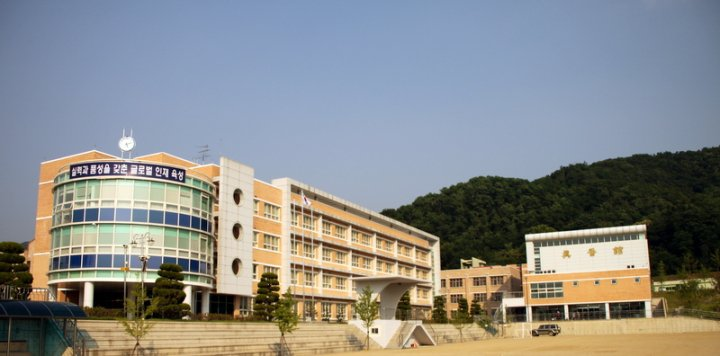
коледж для дівчат
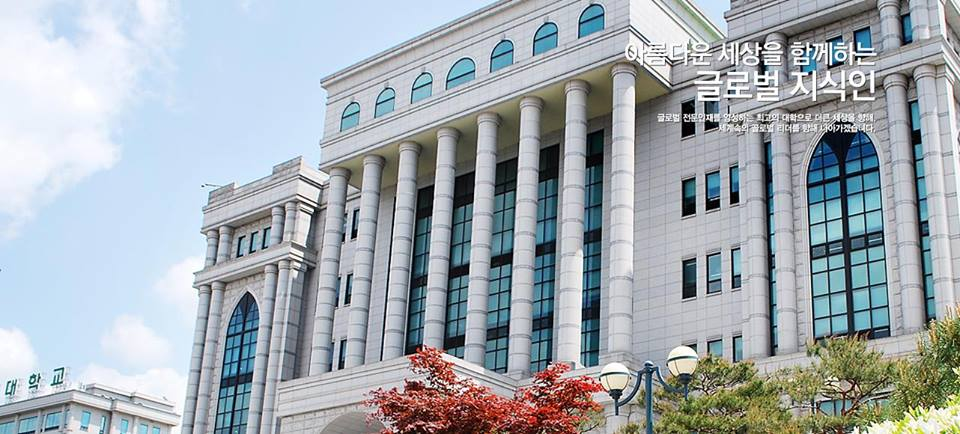
приватний християнський коледж Пексок
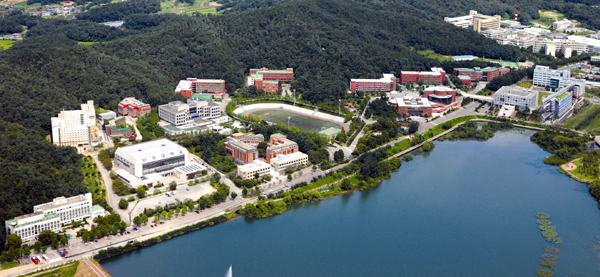
університет Данкук

## Транспорт

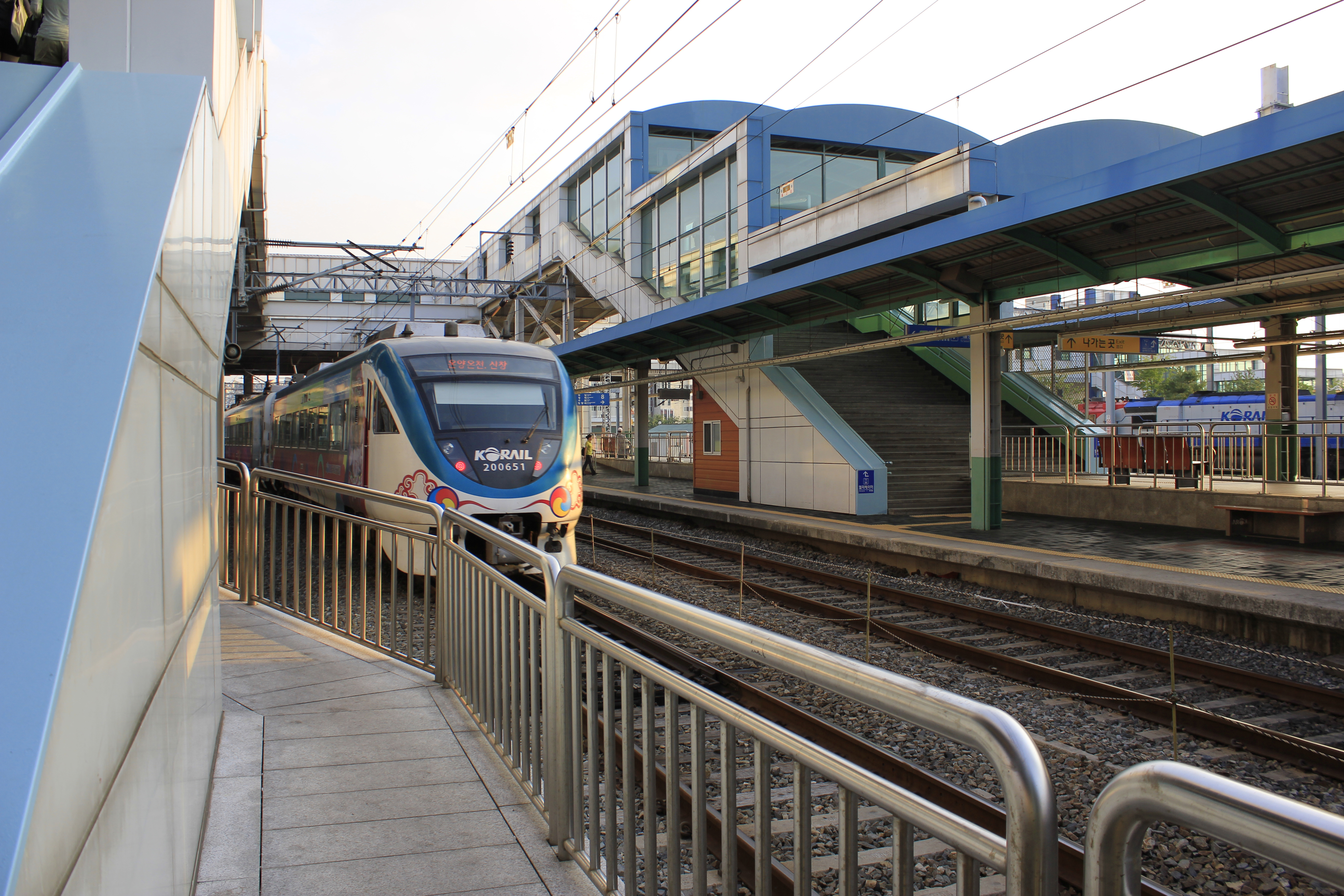
станція "Чхонан"
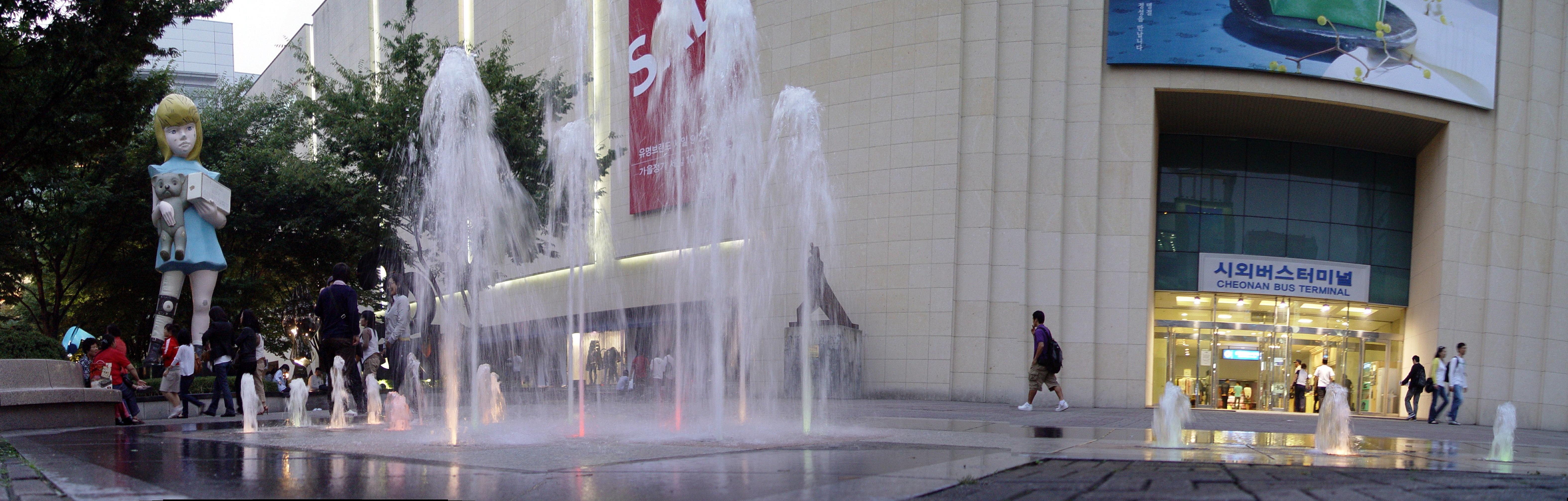
біля автовокзалу

## Спорт

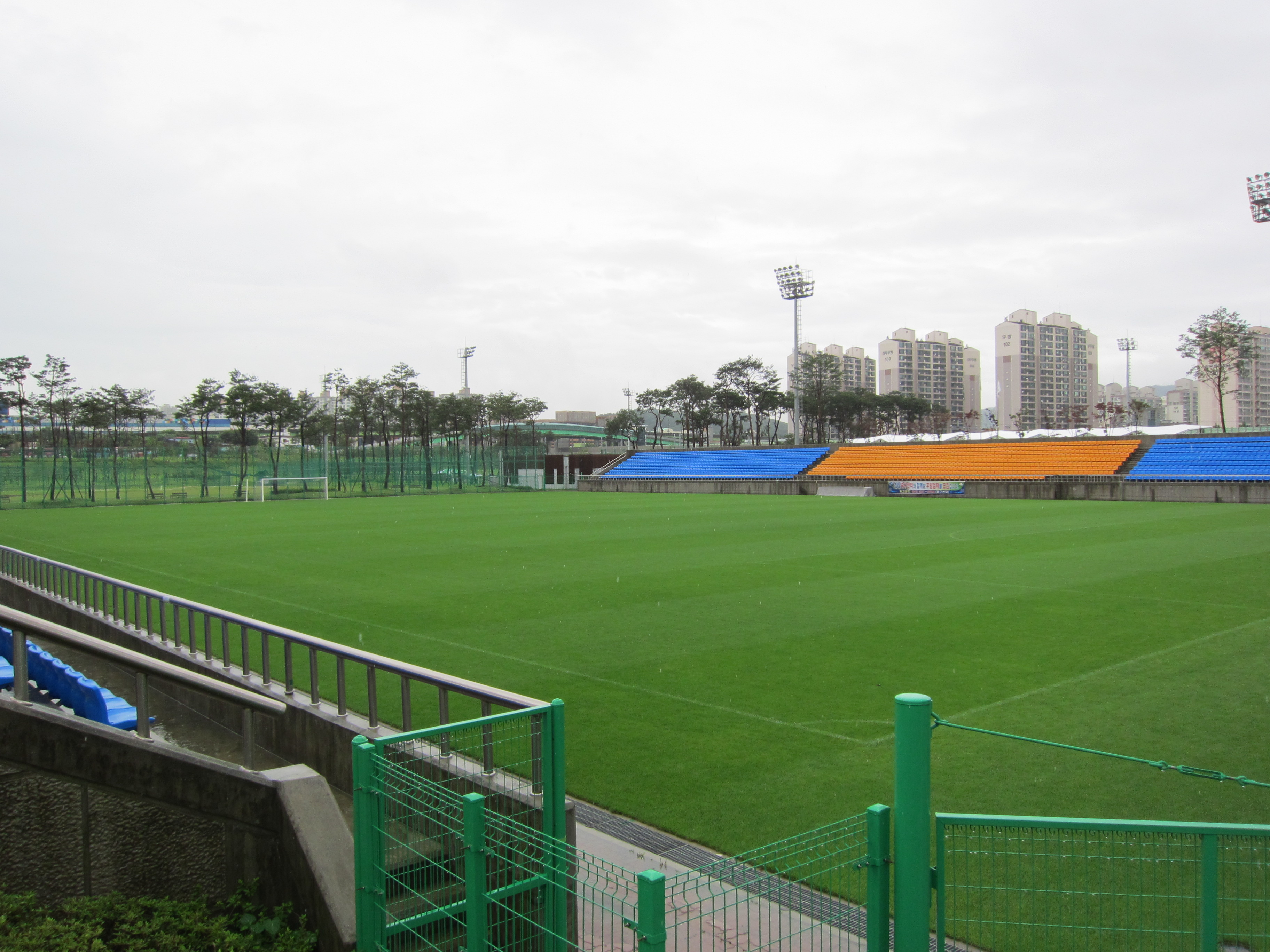
Стадіон

## Культура
У Чхонані проходить ряд фестивалів, серед яких:
- Фестиваль Хинтарьон — культурний фестиваль, присвячений корейським культурним традиціям хинтарьон (пісні та танці).
- Фестиваль Понхвадже — історичний фестиваль, присвячений руху за незалежність Кореї. В рамках фестивалю проводиться факельна хода через усе місто.

Заклади культури міста:

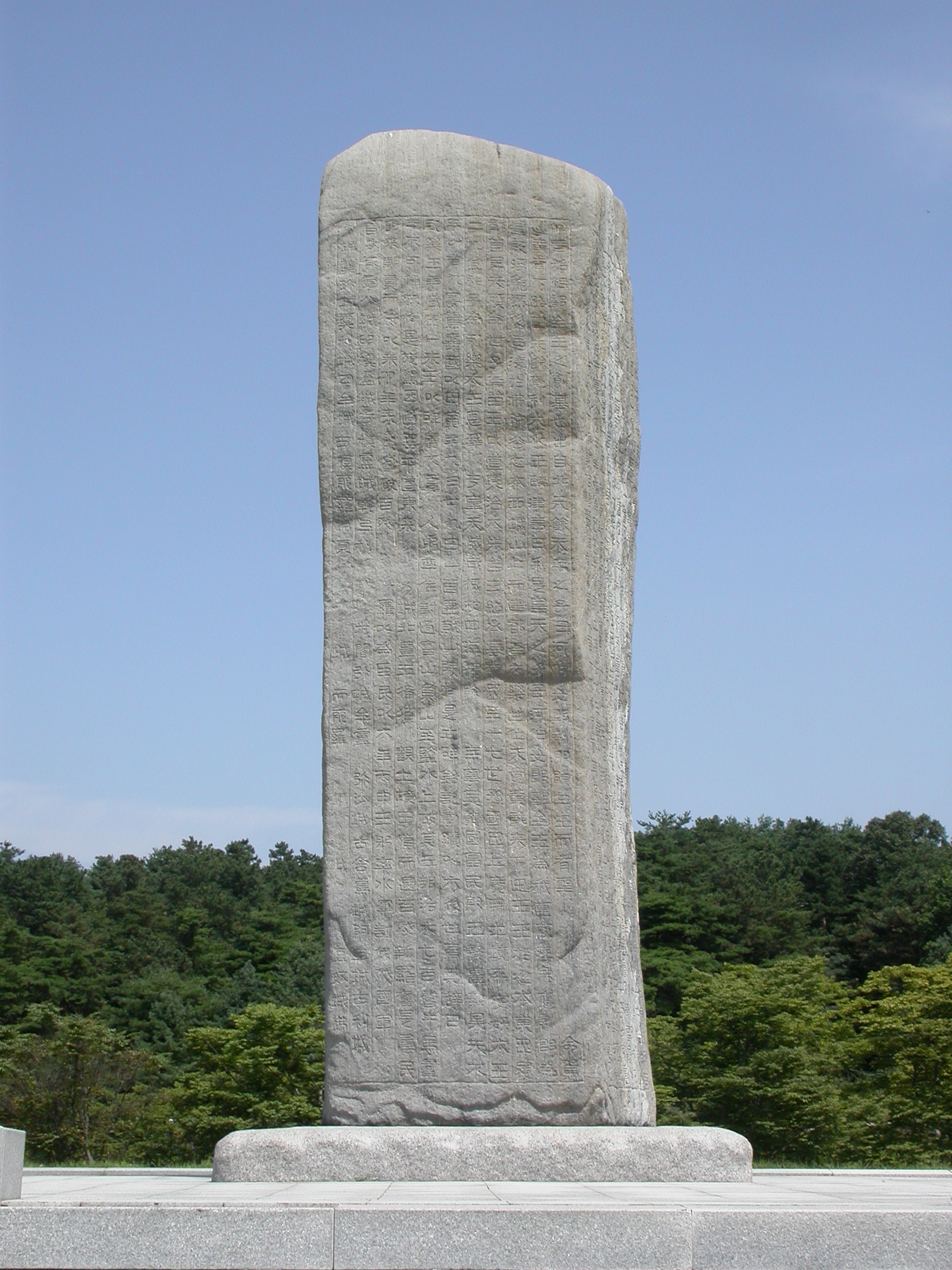
Меморіал незалежності Кореї

- Меморіал незалежності Кореї — відкритий 15 серпня 1987 на приватні пожертвування. Виставлені експонати, пов'язані з колоніальним минулим Кореї і рухом за незалежність. Є експозиція під вікритим небом.[4]
- Поштовий музей — тут представлені експонати, присвячені пошті Кореї. Найстаріші зразки датуються 1884 роком, коли в країні запрацювала регулярна поштова служба. Музей був побудований спочатку в Сеулі, однак у лютому 2004 року переїхав до Чхонану.

## Туризм і пам'ятки

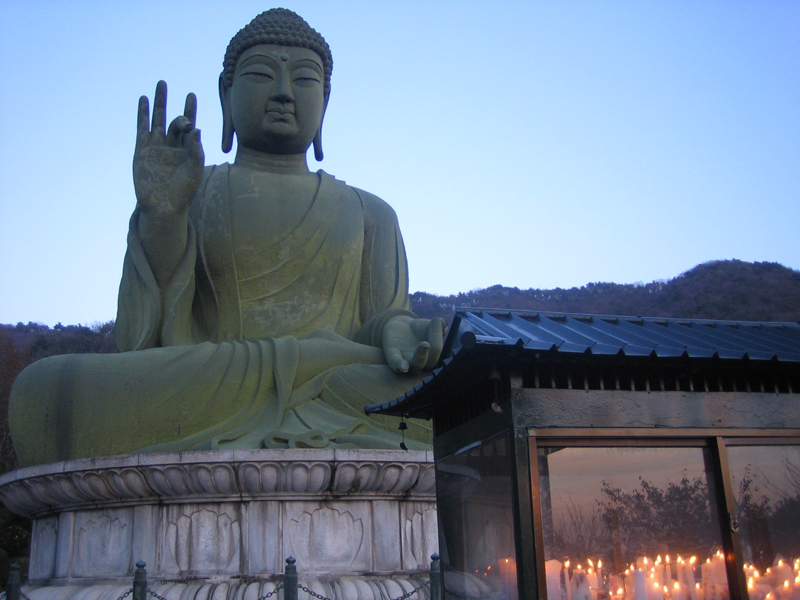
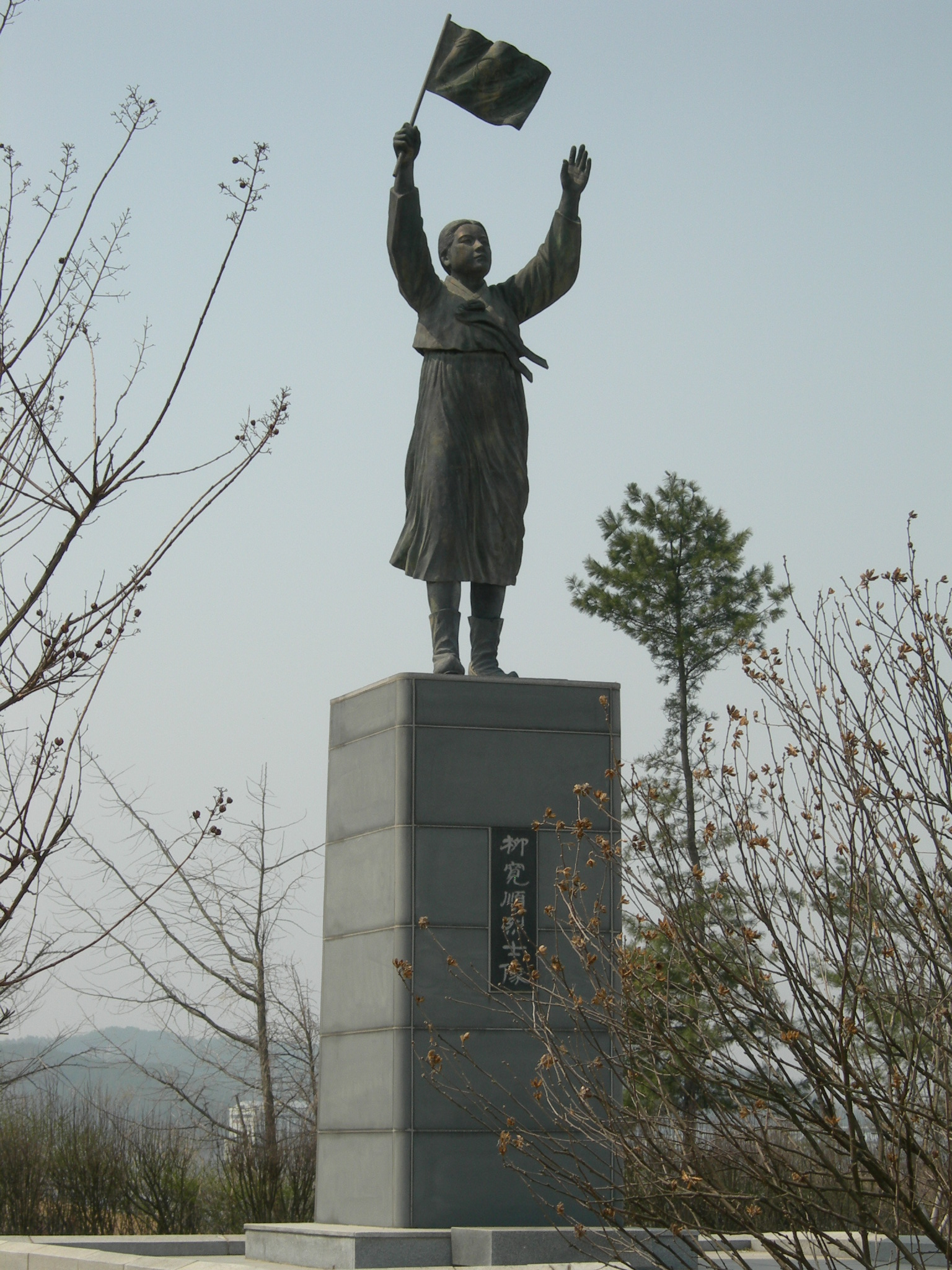
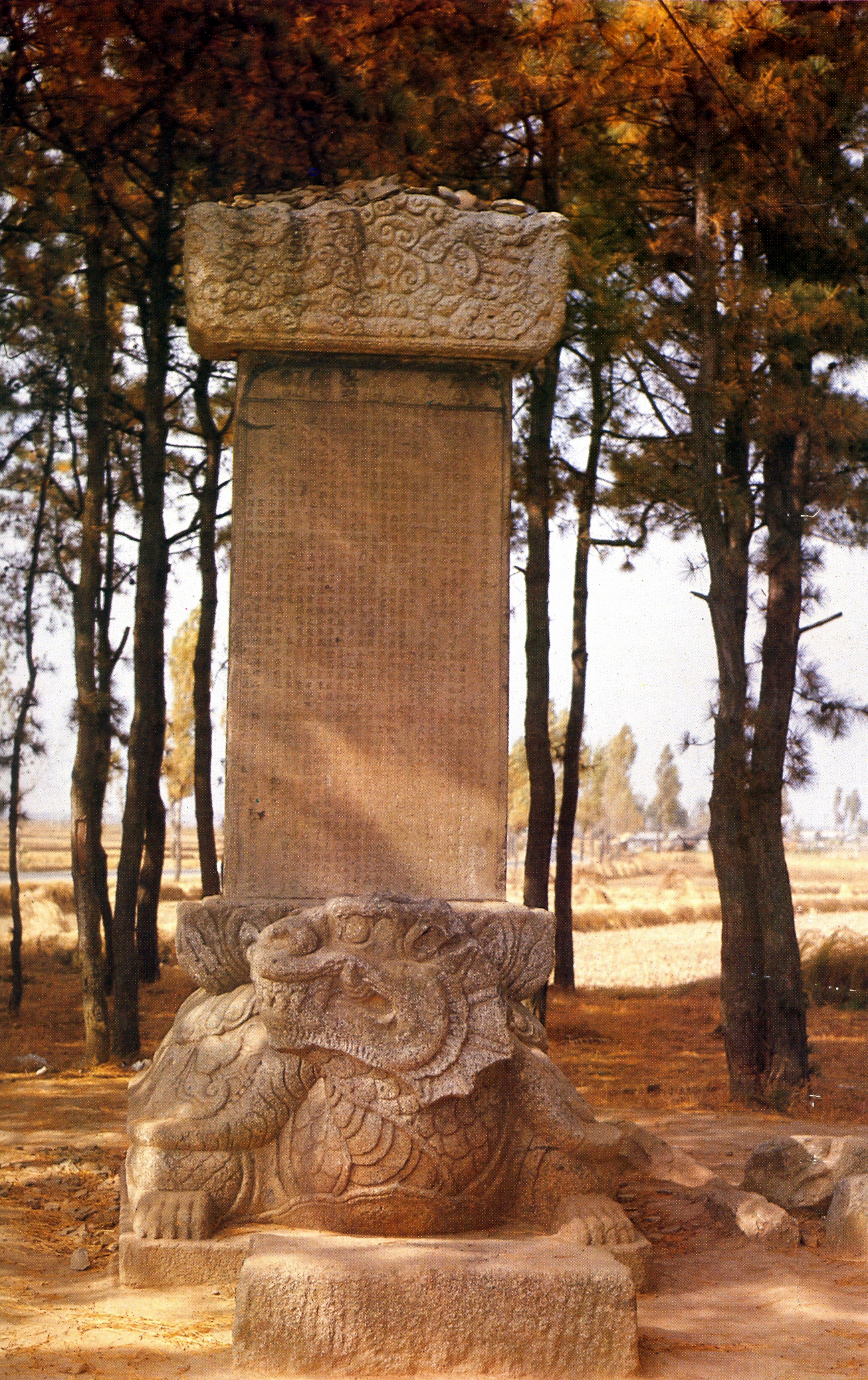
Стела №7
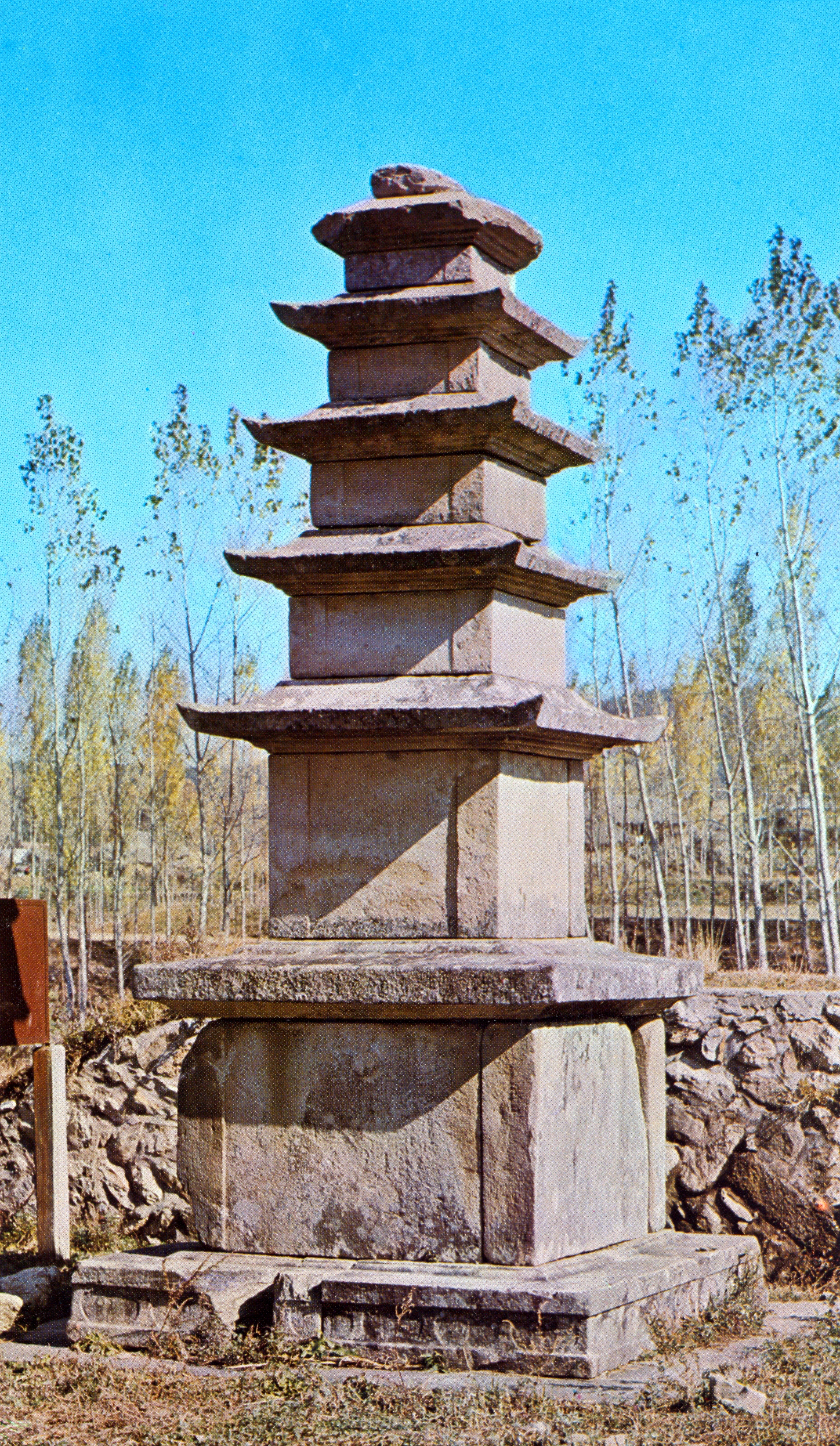
п’ятирівнева пагода

Історичні пам'ятки:
- Буддійський храм Квандокса. Розташований на горі Квандоксан. За легендою заснований ченцем на ім'я Чінсаном в VII столітті. Храм сильно постраждав під час війни з Японією в 1592 році, проте вже в 1597 році був відбудований заново. У храмі зберігається ряд пам'яток живопису та скульптури, що охороняються державою.
- Горіхове дерево в храмі Квандокса входить до списку пам'яток природи Південної Кореї під номером 398. За легендою, тут було висаджено дерево в 1290 році. Сучасний горіх є нащадком того самого дерева, і йому більше 400 років.
- Висічені в скелях зображення Будди в містечку Самтхері. Це зображення було викарбувано в епоху раннього Корьо, зараз є одним з найбільших зображень Будди в країні.
- Буддійський храм Чхонхинса — збудований в епоху Корьо. Знаменитий своєю п'ятирівневою пагодою, внесеною до списку скарбів Кореї під номером 354. Ця пагода є представником більш ранньої архітектури (держава Пекче).
- Буддійський храм Понсонхонгьонса. Один з найбільших у регіоні, налічує 200 приміщень. Тут знаходиться стела, що входить до списку Національних скарбів Кореї під номером 7.

## Символи
Як і більшість південнокорейських міст, Чхонан має ряд символів:
- Дерево: верба — це дерево з'являється в міському фольклорі (легенді про Пак Хьонсу).
- Квітка: форзиція — символ весни і весняного відродження.
- Пташка: голуб — уособлення покірності і дружби між людьми.

## Галерея

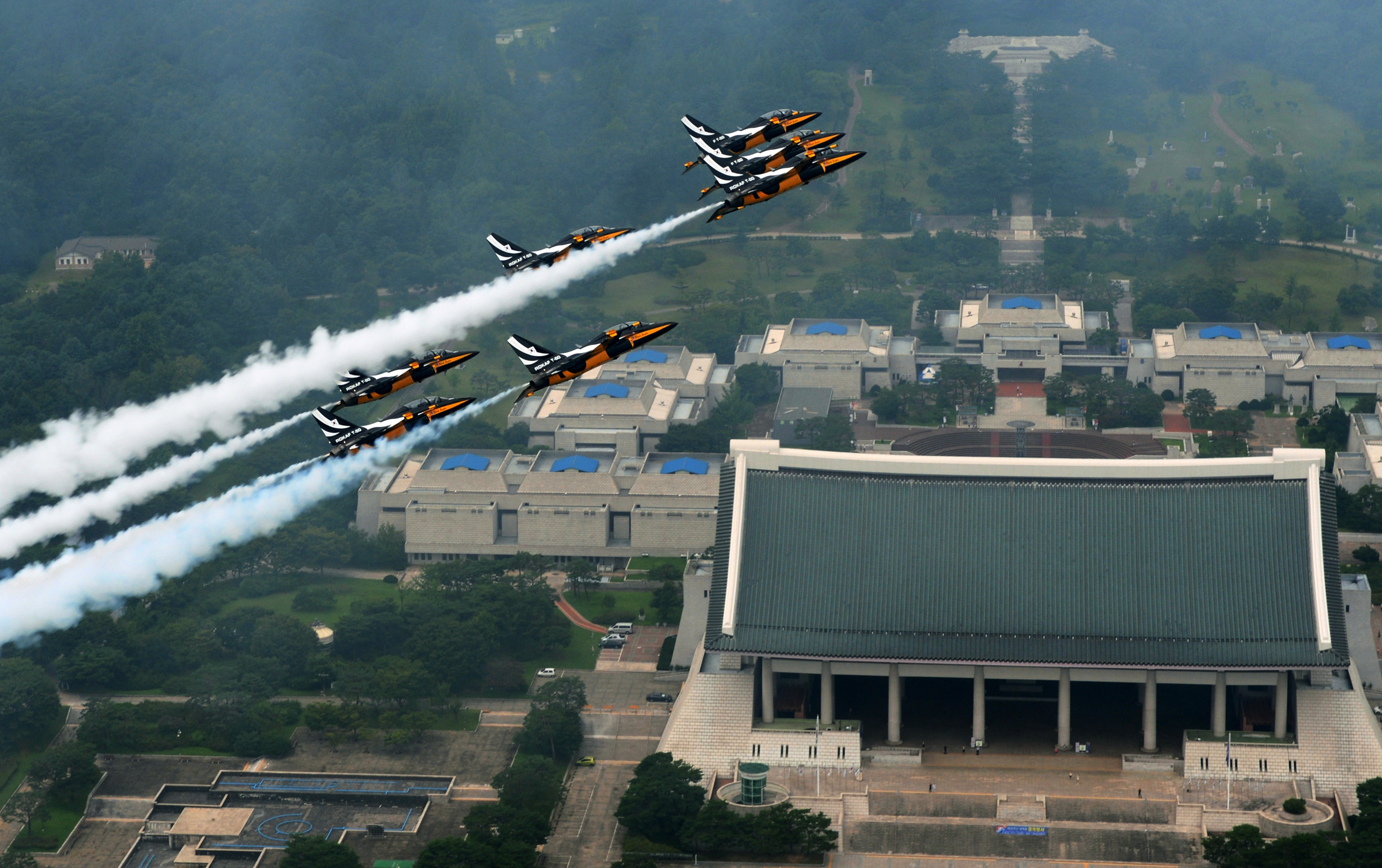
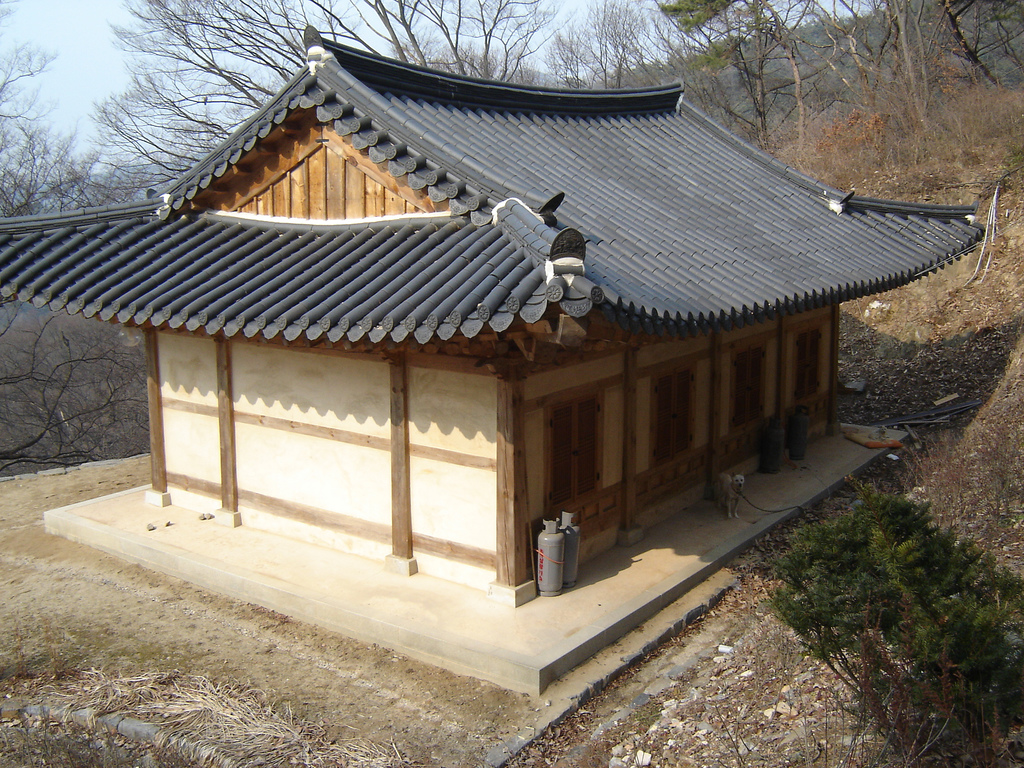
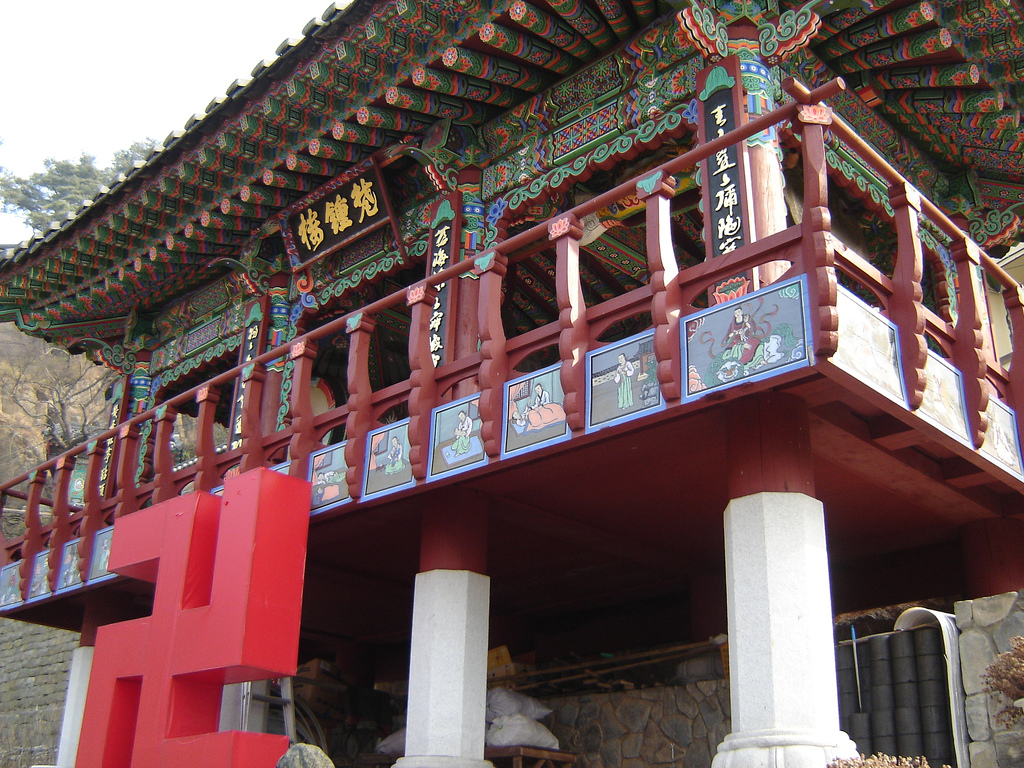
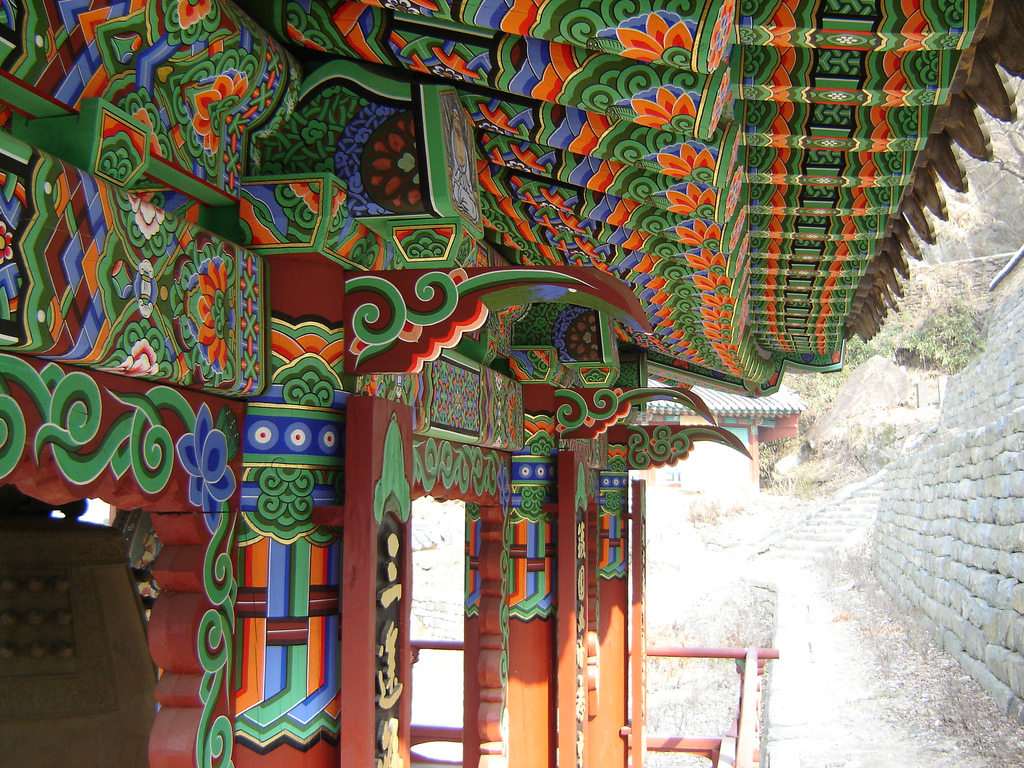
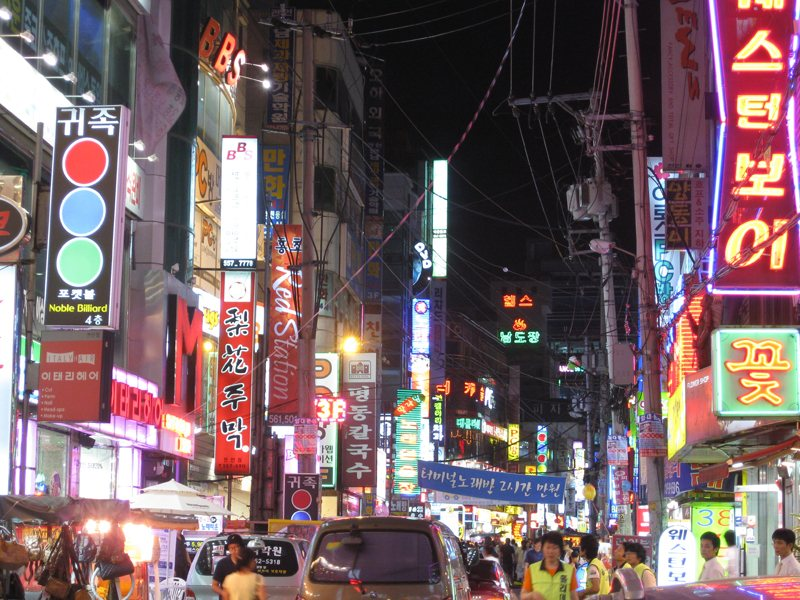
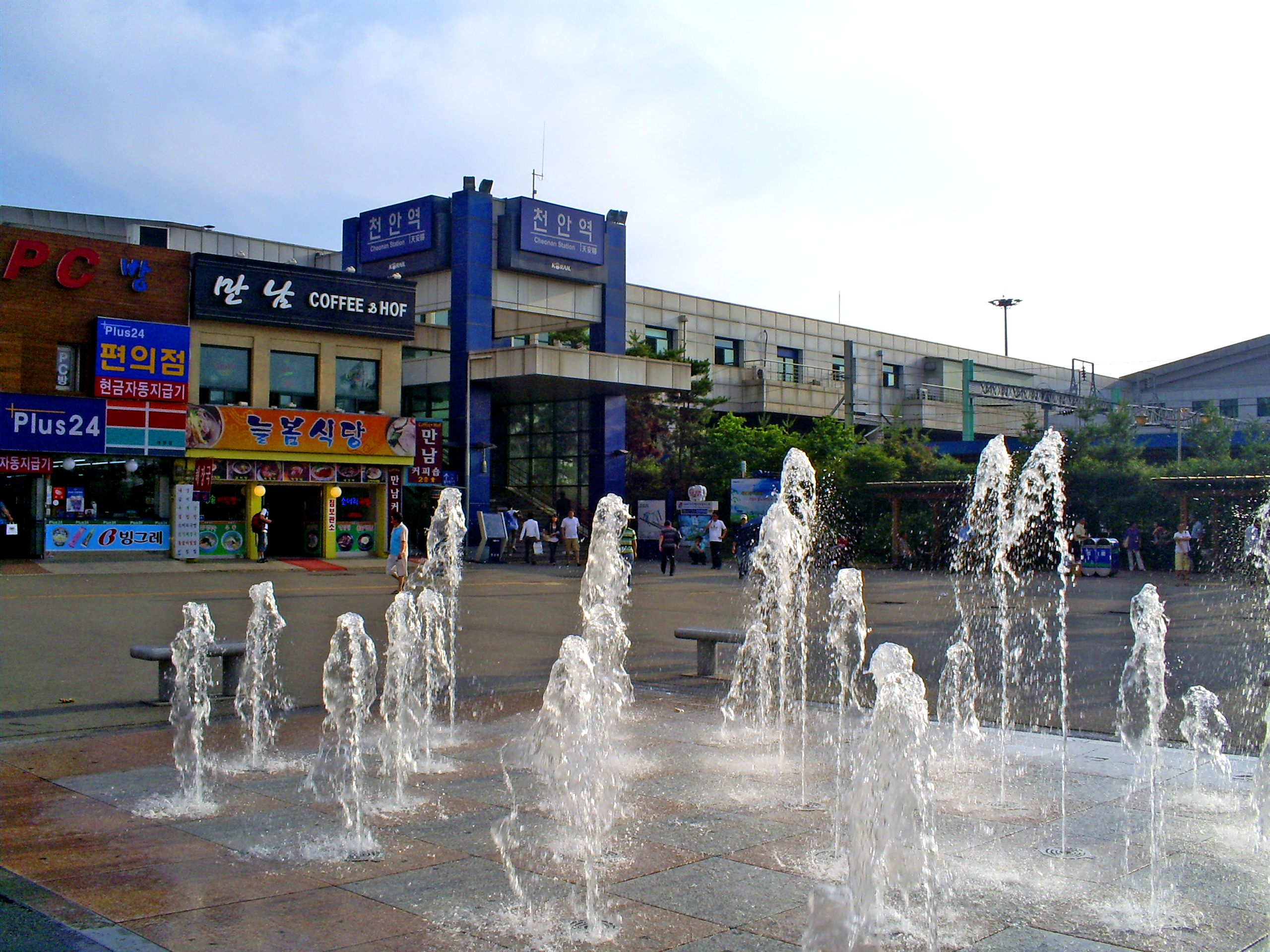